# 緑の党 (スウェーデン)
緑の党（みどりのとう、Miljöpartiet de Gröna）は、スウェーデンの環境政党。直訳すると環境党緑。1980年に行われた原子力発電に関する国民投票における反対運動が母体となり、1981年に設立された。1988年に初めて議会で議席を得た。支持者には若年層が多い。
- マニフェスト
  - 自然、生態系、動物たちとの連帯
  - 次世代との連帯
  - 世界の人々との連帯
  - スウェーデン在住の移民との連帯